# فرنسيس كوكر
فرنسيس كوكر (بالإنجليزية: Francis Coker)‏ هو عالم سياسة أمريكي، ولد في 1 نوفمبر 1878، وتوفي في 26 مايو 1963.